# Viera Podhányiová
Viera Podhányiová   (Zlaté Moravce, 19 de setembre de 1960) va ser una jugadora d'hoquei sobre herba eslovaca que va competir sota la bandera de Txecoslovàquia durant la dècada de 1970.
El 1980 va prendre part en els Jocs Olímpics de Moscou, on guanyà la medalla de plata en la competició d'hoquei sobre herba.